# Unternehmen Rentnerkommune
Unternehmen Rentnerkommune ist eine Fernsehserie der ARD, die von 1978 bis 1979 ausgestrahlt wurde. Drei Rentner gründen eine WG, um der Eintönigkeit des Alters zu entgehen.

## Handlung
Der verwitwete Rentner Otto Schabrowsky fühlt sich zwar alles andere als alt, ist aber einsam und hat wenig Spaß am Leben. Um diese Situation zu ändern, beschließt er, eine „Rentnerkommune“ zu gründen. Gemeinsam mit seinem Freund Jonny Schmidt, der einem Umzug ins Altenheim entgehen möchte, macht er sich auf Wohnungssuche. Nach anfänglichen Schwierigkeiten finden sie zwar eine passende Bleibe, allerdings wohnt in einem der Zimmer noch der alte Schauspieler Hubertus Conradi. Dieser wird kurz entschlossen in die WG mit aufgenommen. Bei der Renovierung der Wohnung hilft Malermeister Karl Nägele und die attraktive Frau Böttger, neue Nachbarin und Witwe, steht mit Rat und Tat zur Seite.

## Schauspieler und Rollen
Die folgende Tabelle zeigt die Schauspieler mit vier Auftritten und mehr. Daneben waren auch namhafte Darsteller wie Horst Michael Neutze, Uwe Ochsenknecht, Jochen Busse und Carola Höhn als Gastdarsteller dabei.
| Schauspieler      | Rolle            | Episoden |
| ----------------- | ---------------- | -------- |
| Walter Richter    | Otto Schabrowsky | 13       |
| Fritz Bachschmidt | Jonny Schmidt    | 13       |
| Rudolf Schündler  | Hubertus Conradi | 12       |
| Heinrich Fürst    | Karl Nägele      | 12       |
| Erica Beer        | Luise Böttger    | 9        |
| Donata Höffer     | Rita Schabrowsky | 6        |
| Ursula Ludwig     | Brigitte Selbach | 4        |
| Horst A. Reichel  | Anton Nowak      | 4        |
| Irmhild Wagner    | Anni Nowak       | 4        |
| Marion Kracht     | Dagmar Nowak     | 4        |
| Robinson Reichel  | Manfred Nowak    | 4        |

## Episoden
| Folge | Titel                                 | Ausstrahlung      |
| ----- | ------------------------------------- | ----------------- |
| 1     | Der Rentnerrebell                     | 17. November 1978 |
| 2     | Der Einzug                            | 24. November 1978 |
| 3     | Der Unfall                            | 1. Dezember 1978  |
| 4     | Aktion Blumenkübel                    | 8. Dezember 1978  |
| 5     | Der Diebstahl                         | 15. Dezember 1978 |
| 6     | Krach im ganzen Haus                  | 22. Dezember 1978 |
| 7     | Bewährung                             | 29. Dezember 1978 |
| 8     | Kleines Lebewesen mit vier Buchstaben | 5. Januar 1979    |
| 9     | Ungewohnter Auftritt                  | 12. Januar 1979   |
| 10    | Vorurteile                            | 19. Januar 1979   |
| 11    | Himmelblau                            | 26. Januar 1979   |
| 12    | Auf Freiersfüßen                      | 2. Februar 1979   |
| 13    | Der Rentner-Blitz                     | 9. Februar 1979   |

## Trivia
Bei dem Haus, das in der Serie bisweilen als Wiesenstraße 52 angegeben wird, handelt es sich um die Westendstraße 12 in Wiesbaden. Im Vorspann ist das Hotel Nassauer Hof zu sehen.

## DVD-Veröffentlichung
Die Serie wurde am 8. Mai 2015 in einer Komplettbox mit allen 13 Episoden von Pidax veröffentlicht.